# Castilfrío de la Sierra
Castilfrío de la Sierra es un municipio y localidad española de la provincia de Soria, en la comunidad autónoma de Castilla y León. El término municipal, que forma parte de la comarca de Almarza y del partido judicial de Soria, tiene una población de 34 habitantes (INE 2024).

## Geografía

Término municipal

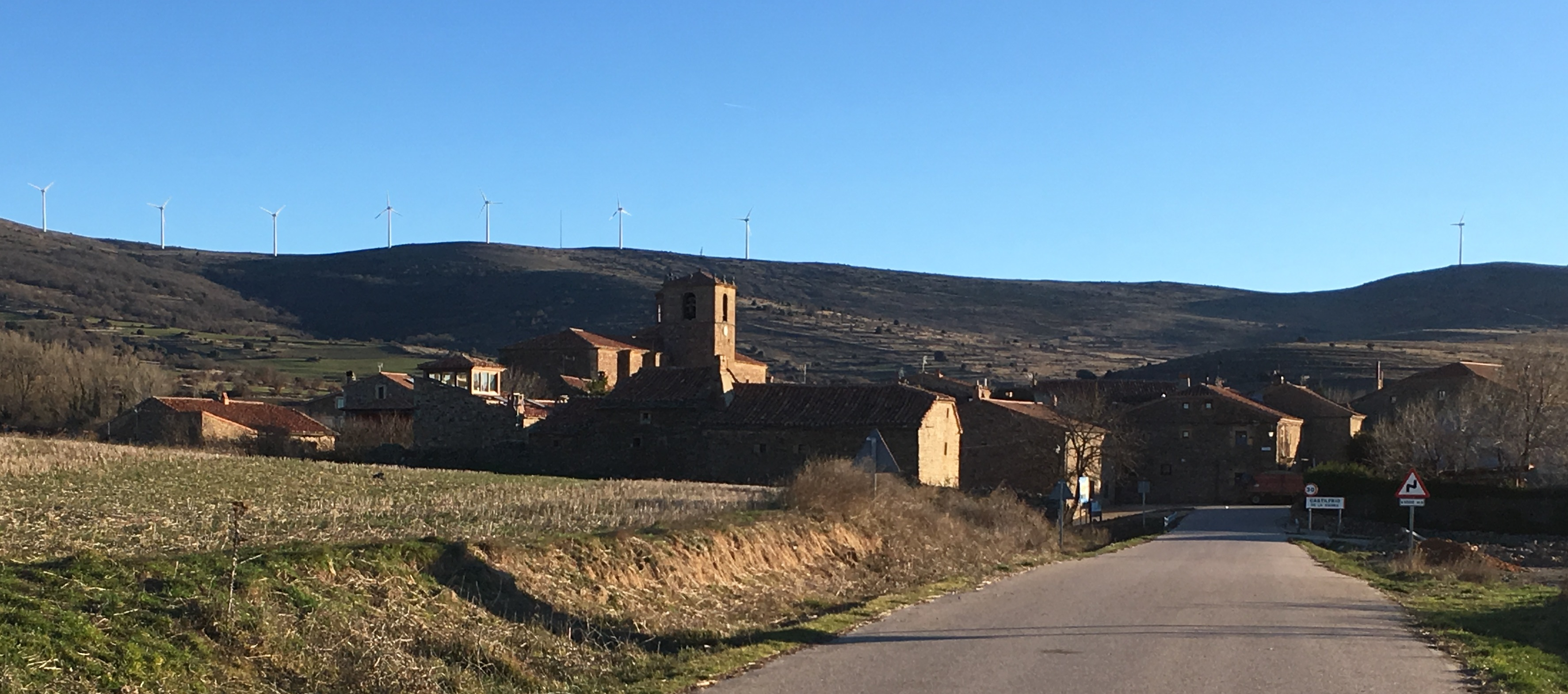
Vista general de la localidad

Esta pequeña población de la comarca de Almarza está ubicada en el norte de la provincia,, bañado por el río Chico afluente del Merdancho en la cuenca del Duero al sur de la sierra del Rodadero y a la sombra del Piedra de la Mina (1 487 m).

## Medio ambiente
Los siguientes lugares, incluidos en la Red Natura 2000, se encuentran en su término:
- Lugar de Interés Comunitario conocido como Oncala-Valtajeros ocupando 407 hectáreas, el 33% de su término.[2]

## Historia
Lugar que durante la Edad Media perteneció a la Comunidad de Villa y Tierra de Soria formando parte del Sexmo de Tera.
El Censo de Pecheros de 1528, en el que no se contaban eclesiásticos, hidalgos y nobles, registraba la existencia de 26 pecheros, es decir unidades familiares que pagaban impuestos. En el documento original figura como Castelfrío de San Juan.
A la caída del Antiguo Régimen la localidad se constituye en municipio constitucional, entonces conocido como Castil Frío, en la región de Castilla la Vieja, partido de Soria que en el censo de 1842 contaba con 85 hogares y 348 vecinos. Hacia mediados del siglo XIX, el lugar tenía unas 100 casas La localidad aparece descrita en el sexto volumen del Diccionario geográfico-estadístico-histórico de España y sus posesiones de Ultramar de Pascual Madoz de la siguiente manera:

CASTILFRIO DE LA SIERRA: l. con ayunt. en la prov., part. jud. de Soria (4 leg.), aud. terr. y c. g. de Burgos (25), dióc. de Osma (14): sit. en la vertiente meridional de la sierra de Oncala, combatido por los vientos N. y O.: su clima es frío, y las enfermedades mas comunes pulmonías: tiene 100 casas; la de ayunt., cárcel, escuela de instruccion primaria concurrida por 26 alumnos, á cargo de un maestro dotado con 400 rs., una ermita el (Humilladero), y una igl. parr. (La Asuncion de Ntra. Sra.) servida por un cura de segundo ascenso; inmediatas á la pobl. se encuentran 2 fuentes de buenas aguas, de las que se surte el vecindario para beber y demas usos domésticos: confina el térm. N. Oncala; E. Valtagero, á una leg. en ambas direcciones; S. Aldealices (1/2), y O. La Estepa de San Juan (1); dentro de esta circunferencia se encuentra la ermita de Ntra. Sra. del Carrascal, y los desp. de San Bartolomé y Sotillo: el terreno es pedregoso, comprende un monte poblado de encinas y otros árboles. caminos: los que dirigen á los pueblos limítrofes, en mediano estado. correo: se recibe y despacha por valijero en la adm. de Soria, llega martes y sábados, y sale los lunes y viernes. prod.: trigo comun, cebada, avena; cria ganado lanar, merino trashumante y estante y vacuno; caza de perdices, liebres, y en un tiempo codornices. ind.: la agrícola y ganadería. pobl.: 85 vec., 348 alm. cap. imp.: 63,764 rs. 14 mrs. presupuesto municipal: asciende de 4 á 6,000 rs., y se cubre con los prod. de propios y reparto vecinal.
(Madoz, 1847, p. 171)

## Geografía humana

### Demografía
Cuenta con una población de 34 habitantes (INE 2024).
| Gráfica de evolución demográfica de Castilfrío de la Sierra entre 1842 y 2021 |
| |
| Población de derecho según los censos de población del INE Población de hecho según los censos de población del INEEn este censo se denominaba Castil Frío: 1842 En este censo se denominaba Castilfrío: 1857 |

### Comunicaciones
En dirección noroeste la carretera local SO-P-1206 nos lleva a la localidad vecina de Estepa de San Juan, mientras que en dirección sur comunica con Aldealices. En esta localidad finaliza la SO-P-1110 proveniente en dirección suroeste de Cuéllar de la Sierra continuando hasta Ausejo de la Sierra en la carretera autonómica SO-615 de Garray a Calahorra.